# Элефтеропулос, Димитриос
Димитриос Элефтеропулос (греч. Δημήτρης Ελευθερόπουλος; род. 7 августа 1976[…], Пирей, Аттика) — греческий футболист и тренер. Выступал на позиции вратаря. Играл за сборную Греции.

## Карьера игрока

### Клубная карьера

#### Греция
Элефтеропулос родился в Пирее и был ярым болельщиком греческого гранда «Олимпиакоса», там он в очень молодом возрасте начал играть на позиции вратаря. Он играл за «Олимпиакос» с 1994 по 2004 год (в 1996 году он был отдан в аренду в «Проодефтики») и выиграл семь чемпионатов подряд.
В 1997 году молодой вратарь был третьим в «Олимпиакосе» после Фото Стракоши и Алекоса Рантоса. Но травмы и плохая игра двух основных вратарей побудили тренера Душана Баевича дать ему шанс. Благодаря хорошим выступлениям, в частности важным сэйвам и отражением пенальти, Элефтеропулос стал любимцем болельщиков и получил прозвище «Орёл». Он сделал весомый вклад в чемпионство «Олимпиакоса» после десяти лет без трофея.
Он пропустил почти весь сезон 1998 года из-за тяжёлой травмы колена, которая усугублялась от не до конца вылеченного остеоартроза, что также отразилось на его плече. Это не помешало ему сыграть в Лиге чемпионов 1998/99, «Олимпиакос» в первый раз дошёл до четвертьфинала, а Элефтеропулос был признан лучшим вратарём турнира.
23 октября 2001 года Элефтеропулос на 65-й минуте матча Лиги чемпионов с «Манчестер Юнайтед» на «Олд Траффорд» отбил пенальти в исполнении Руда ван Нистелроя. Это был единственный незабитый пенальти для голландского нападающего в том сезоне.
Однако Элефтеропулос был участником самого крупного поражения греческой команды в Лиге чемпионов, 10 декабря 2003 года «Олимпиакос» проиграл «Ювентусу» со счётом 7:0.

#### Италия
В 2004 году Элефтеропулос перешёл в состав новичка Серии А, «Мессины», где, несмотря на ряд хороших матчей, не смог вытеснить из стартового состава Марко Сторари.
В 2005 году он подписал контракт с «Миланом». Во время летнего тура по США он сыграл в товарищеских матчах против «Челси» и «Чикаго Файр». Однако из-за избытка вратарей «Милан» продал его «Роме», где он также не сыграл ни одного матча.
Перед началом сезона 2006/07 Элефтеропулос подписал контракт с «Асколи» и 25 февраля 2007 года сыграл свой первый матч за клуб против «Ливорно».
11 июня 2007 года он подписал двухлетний контракт с «Сиеной» как свободный агент. Хотя он начал сезон в стартовом составе, по ходу его вытеснил австриец Алекс Маннингер. Согласно официальному сайту «Сиены», 28 мая 2009 года Элефтеропулос решил покинуть клуб по семейным обстоятельствам.

#### Возвращение в Грецию
30 мая 2009 года Элефтеропулос подписал контракт с «ПАС Янина». Он начал свой первый сезон в клубе, будучи самым возрастным игроком в составе. Хорошая игра Элефтеропулоса в матчах против «Кавалы», «Олимпиакоса» и афинского АЕКа приносила либо победы ПАСу, либо награду игрока матча вратарю. С ПАСом Элефтеропулос вышел в полуфинал Кубка Греции, где сыграл против «Панатинаикоса». 3 августа 2010 года Элефтеропулос подписал контракт с «Ираклисом». Летом 2011 года он перешёл в «Паниониос». Он объявил об окончании своей карьеры 21 декабря 2011 года.

### Карьера в сборной
В 1998 году Элефтеропулос вместе с молодёжной сборной Греции дошёл до финала чемпионата Европы, где его команда с минимальным счётом уступила Испании.
Элефтеропулос дебютировал за сборную Греции 5 февраля 1999 года в товарищеском матче против Бельгии. Он сыграл три матча в отборе на чемпионат мира по футболу 2002 года. На Евро-2004 Отто Рехагель взял Антониоса Никополидиса в качестве основного вратаря и Константиноса Халкиаса с Фанисом Катерьяннакисом в качестве замены, Элефтеропулос не вошёл в состав.

## Тренерская карьера
Элефтеропулос начал свою тренерскую карьеру в команде «Паниониос». В сезоне 2013/14 он руководил кипрским «АЕК Ларнака». В январе он стал тренером «Олимпиакос Волос», а в сентябре того же года стал у руля «Пантракикоса». Позже он возглавил клуб Суперлиги Греции, «Верию», 26 января 2016 года он сменил на посту Георгиоса Георгиадиса. Его помощником в третий раз подряд стал бывший товарищ по команде Стилианос Венетидис. Следующим клубом Элефтеропулоса стал «Астерас Триполи». Он руководил клубом до 17 февраля 2017 года, когда его контракт был разорван по обоюдному согласию ввиду плохих результатов команды, кульминацией стало разгромное поражение со счётом 5:0 от «Панатинаикоса». Летом 2017 года он подписал контракт на один сезон с «Керкирой», но ушёл, не отработав до конца.

## Достижения
«Олимпиакос» (Пирей)
- Чемпионат Греции: 1996/97, 1997/98, 1998/99, 1999/2000, 2000/01, 2001/02, 2002/03
- Кубок Греции: 1999 (победитель); 2001, 2002, 2004 (финалист)